# مكينة المرعشي باوي (ويس)
مکینة المرعشي باوی (بالفارسية: مرعشی) هي منطقة سكنية تقع في إيران في قسم ويس الريفي. يقدر عدد سكانها بـ 79 نسمة .